# Повстання азанде
Повстання́ аза́нде 1894-97 рокі́в — збройний виступ народу азанде (північний схід сучасної ДР Конго) проти захоплення їхніх земель бельгійськими колонізаторами (військами «Незалежної держави Конго»).
Перші збройні сутички азанде мали місце ще в 1893 році. З 1894 року військові дії прийняли регулярний характер. Каральні загони бельгійців зазнали низки поразок, найбільш важка — в грудні 1894 році поблизу Дунгу. Використовуючи тактику «випаленої землі», азанде виганяли бельгійців з щойно захоплених ними земель.
До кінця 1894 року колонізатори евакуювали опорні пости на північ від Бому. В лютому 1895 року в басейні річки Уеле азанде зупинили бельгійську військову експедицію (понад 700 осіб), яка рухалась до Бахр-ель-Газаля. Однак в 1896 році через неузгоджені дії загонів азанде почався їхній відступ. В квітні 1896 році зазнали поразки загони вождів Білі та Ндоруми. В лютому 1897 року повстання було остаточно придушене, землі азанде включені в склад бельгійської колонії.